# 영연방
영연방(영어: Commonwealth of Nations→국가 연합, Commonwealth/BCN) 또는 영국연방은 영국 본국과 함께 캐나다, 오스트레일리아, 뉴질랜드 등 옛날에 영국의 식민지였던 국가로 구성된 국제 기구이다. 이 중 영국의 왕을 수장으로 하는 영국 및 14개 국가는 각각 영연방 왕국(Commonwealth realm)으로 지칭한다.

## 역사
16세기 후반 엘리자베스 1세 여왕 치세에 영국은 지리상 신발견의 대항해에 동참하여 식민지 제국을 만들었다. 18세기에는 캐나다를 통일하여 대영제국의 식민지로 확정했으며 1788년 죄수들을 시드니에 유배시켜 오스트레일리아 식민지화의 기반을 닦았다. 1600년에 동인도 회사를 세운 인도는 1877년 빅토리아 여왕이 인도 황제로 즉위하여 단순한 식민지가 아닌 동군 연합의 성격을 가미시켰다. 1867년 캐나다가 자치령으로 승격된 이래 오스트레일리아, 뉴질랜드 등이 자치령이 되어 영국 국왕에 충성한다는 공동의 취지하에 영연방의 윤곽이 잡혔다.
1947년 인도, 파키스탄 등 다른 문화권의 나라들이 독립하여 영연방에 가입함으로써 영연방은 문화적 다원주의로의 체제 개혁이 불가피해졌다. 1949년 영연방 총회는 런던 선언(London Declaration)에서 '영국 국왕은 영연방의 수장이며 자유로운 결합의 상징'이라 정의하였다. 이리하여 영국 국왕에 대한 충성의 서약은 사실상 필요없게 되었다. 이에 따라 기구의 이름이 브리튼 국가 연방(영어: British Commonwealth of Nations)에서 국가 연방(영어: Commonwealth of Nations)으로 바뀌었다. 1971년 영연방 총회는 싱가포르 선언에서 영연방을 '인류 공통의 이익인 국제적인 이해와 세계 평화를 촉진시키고 협력하는 독립 주권 국가들의 연합체'로 정의하였다. 모잠비크(과거 포르투갈의 식민지), 르완다(과거 벨기에의 식민지), 가봉, 토고(과거 프랑스의 식민지)는 영국의 식민지는 아니었지만 영연방 회원국이 되었다. 즉, 현재의 영연방은 국제법적 의미의 연방국가와는 개념이 다른 느슨한 형태의 국제 기구일 뿐이다.

## 연방 수장
영연방 수장은 영국 국왕의 세습직으로 규정되어 있지는 않다. 그러나 조지 6세 전 영국 국왕이 초대 수장을 역임한 이래 엘리자베스 2세 여왕이 수장직을 물려받았으며, 2018년 4월 엘리자베스 2세는 영연방 정상회의에서 차기 수장으로 영국 찰스 왕세자를 추천하였다. 영국 테리사 메이 총리는 찰스 왕세자를 차기 영연방 수장으로 지지한다는 성명을 발표하였으나, 영국 야당인 노동당은 회원국이 돌아가며 수장을 맡는 것이 적정하다며 반대하고 있다.

## 회원국 국가 원수 형태
1. 현재의 왕(찰스 3세)을 원수로 하고 있는 나라: 영국, 캐나다, 오스트레일리아, 뉴질랜드 등
2. 대통령을 원수로 하는 나라 (일명 공화국): 파키스탄, 가나, 키프로스, 케냐, 나이지리아, 스리랑카 등
3. 국왕을 원수로 하는 나라: 말레이시아, 레소토 등

## 회원국
괄호 안에 있는 날짜는 영연방에 가입한 날짜를 의미한다. 굵은 글씨는 영연방 왕국인 국가를 의미한다. 2022년 기준으로 56개국이 영연방에 가입되어 있다.

### 현재 회원국
- 유럽
  -  영국 (1931년 12월 11일)
  -  몰타 (1964년 9월 21일)
  -  키프로스 (1961년 3월 13일)
- 아시아
  -  파키스탄 (1947년 8월 14일): 1972년 1월 30일에 영연방이 방글라데시의 독립을 승인한 조치에 항의해 탈퇴했다가 1989년 8월 2일에 재가입했다. 1999년 10월 18일부터 2004년 5월 22일까지 페르베즈 무샤라프 육군 참모총장이 주도한 군사 쿠데타에 관한 책임을 물어 제1차 자격 정지 처분을 받았다. 2007년 11월 22일부터 2008년 5월 22일까지 페르베즈 무샤라프 대통령의 비상 사태 선포에 관한 책임을 물어 제2차 자격 정지 처분을 받았다.
  -  인도 (1947년 8월 15일)
  -  스리랑카 (1948년 2월 4일)
  -  말레이시아 (1957년 8월 31일)
  -  싱가포르 (1966년 8월 9일)
  -  방글라데시 (1972년 4월 18일)
  -  몰디브 (1982년 7월 9일): 1982년 7월 9일에 특별 회원국으로 가입했으며 1985년 7월 20일에 정회원국으로 격상되었다. 2016년 10월 13일에 영연방과의 갈등으로 인해 탈퇴했다가 2018년 11월 26일에 이브라힘 모하메드 솔리 대통령이 몰디브가 2018년 12월 10일을 기해 영연방 재가입을 신청했다고 밝혔다. 2020년 2월 1일을 기해 재가입했다.
  -  브루나이 (1984년 1월 1일)
- 아메리카
  -  캐나다 (1931년 12월 11일)
  -  자메이카 (1962년 8월 6일)
  -  트리니다드 토바고 (1962년 8월 31일)
  -  가이아나 (1966년 5월 26일)
  -  바베이도스 (1966년 11월 30일)[1]
  -  바하마 (1973년 7월 10일)
  -  그레나다 (1974년 2월 7일)
  -  도미니카 연방 (1978년 11월 3일)
  -  세인트루시아 (1979년 2월 22일)
  -  세인트빈센트 그레나딘 (1979년 10월 27일): 1979년 10월 27일에 특별 회원국으로 가입했으며 1985년 6월 1일을 기해 정회원국으로 격상되었다.
  -  벨리즈 (1981년 9월 21일)
  -  앤티가 바부다 (1981년 11월 1일)
  -  세인트키츠 네비스 (1983년 9월 19일)
- 아프리카
  -  남아프리카 공화국 (1931년 12월 11일): 1961년 5월 31일에 아파르트헤이트라고 부르는 인종 차별 정책으로 인해 여러 영연방 회원국들과의 갈등을 빚게 되면서 탈퇴했다가 1994년 6월 1일에 아파르트헤이트 정책의 폐지를 계기로 재가입했다.
  -  가나 (1957년 3월 6일)
  -  나이지리아 (1960년 10월 1일): 1995년 11월 11일에 나이지리아 군부 독재 정부가 환경운동가인 켄 사로위와를 비롯한 인권운동가 9명의 사형을 집행한 책임을 물어 자격 정지 처분을 받았으며 1999년 5월 29일에 해제되었다.
  -  시에라리온 (1961년 4월 27일)
  -  탄자니아 (1961년 12월 9일)
  -  우간다 (1962년 10월 9일)
  -  케냐 (1963년 12월 12일)
  -  말라위 (1964년 7월 6일)
  -  잠비아 (1964년 10월 24일)
  -  감비아 (1965년 2월 18일): 2013년 10월 3일에 야히아 자메 대통령이 영연방을 신식민주의 기구라고 비판하는 성명을 발표하면서 탈퇴했다가 2018년 2월 8일에 아다마 배로 대통령의 지시에 따라 재가입했다.
  -  보츠와나 (1966년 9월 30일)
  -  레소토 (1966년 10월 4일)
  -  모리셔스 (1968년 3월 12일)
  -  에스와티니 (1968년 9월 6일)
  -  세이셸 (1976년 6월 29일)
  -  나미비아 (1990년 3월 21일)
  -  카메룬 (1995년 11월 13일)
  -  모잠비크 (1995년 11월 13일)
  -  르완다 (2009년 11월 29일)
  -  가봉 (2022년 6월 25일)
  -  토고 (2022년 6월 25일)
- 오세아니아
  -  오스트레일리아 (1931년 12월 11일)
  -  뉴질랜드 (1931년 12월 11일)
  -  나우루 (1968년 11월 1일): 1968년 11월 1일에 특별 회원국으로 가입했으며 1999년 5월 1일을 기해 정회원국으로 격상되었다. 2006년 1월을 기해 특별 회원국으로 격하되었다가 2011년 6월을 기해 정회원국으로 다시 격상되었다.
  -  통가 (1970년 6월 4일)
  -  사모아 (1970년 8월 28일)
  -  피지 (1970년 10월 10일): 1987년에 일어난 군사 쿠데타를 계기로 공화정이 수립되면서 탈퇴했다가 1997년에 재가입했다. 2000년 6월 6일에 군사 쿠데타에 관한 책임을 물어 제1차 자격 정지 처분을 받았다가 2001년 12월 20일에 해제되었다. 2006년 12월 8일에 군사 쿠데타에 관한 책임을 물어 제2차 자격 정지 처분을 받았다가 2014년 9월 26일에 해제되었다.
  -  파푸아뉴기니 (1975년 9월 16일)
  -  솔로몬 제도 (1978년 7월 7일)
  -  투발루 (1978년 10월 1일): 1978년 10월 1일에 특별 회원국으로 가입했으며 2000년 9월 1일을 기해 정회원국으로 격상되었다.
  -  키리바시 (1979년 7월 12일)
  -  바누아투 (1980년 7월 30일)

### 옛 회원국
- 아일랜드: 1931년 12월 11일에 가입했다. 1948년에 아일랜드 의회가 《1948년 아일랜드 공화국법》을 제정하면서 영연방을 탈퇴하기로 결정했고 1949년에는 영국 의회가 《1949년 아일랜드법》을 제정하면서 이를 승인했다. 1949년 4월 18일을 기해 영연방에서 탈퇴했다.
- 짐바브웨: 1980년 10월 1일에 가입했다. 2002년 3월 19일에 로버트 무가베 대통령이 주도한 토지 개혁, 선거 제도 개혁의 위험성에 관한 책임을 물어 자격 정지 처분을 받았으며 2003년 12월 7일을 기해 영연방에서 탈퇴했다. 2018년 5월 15일에는 에머슨 음낭가과 대통령이 짐바브웨의 영연방 재가입을 신청했다고 밝혔다.

### 해체된 회원국
- 말라야 연방: 1957년 8월 31일 가입, 1963년 7월 31일 말레이시아로 통합 연방 구성
- 뉴펀들랜드 자치령: 1931년 12월 11일 가입, 1949년 3월 31일 캐나다에 통합
- 탕가니카: 1961년 12월 9일 가입, 1964년 4월 26일 잔지바르와 통합한 이후에 탄자니아로 국명이 바뀜
- 잔지바르: 1963년 12월 10일 가입, 1964년 4월 26일 탕가니카에 흡수된 이후에 탄자니아의 영토가 됨

### 가입 희망국
- 소말릴란드: 2009년 가입 신청
- 수단: 2009년 가입 신청
- 남수단: 2011년 가입 신청
- 수리남: 2012년 가입 신청
- 부룬디: 2013년 가입 신청
- 짐바브웨: 2018년 재가입 신청

## 유사 기구
근래 영연방의 영향을 받아서 프랑스, 스페인, 포르투갈과 그 국가들의 이전 식민지 국가들이 유사한 기구들을 만들었다.
- 프랑스: 프랑코포니(프랑스어: Organisation Internationale de la Francophonie)
- 스페인: 이베로아메리카 정상회의(스페인어: Comunidad Iberoamericana de Naciones)
- 포르투갈: 포르투갈어 사용국 공동체(포르투갈어: Comunidade dos Países de Língua Portuguesa)

## 같이 보기
- 앵글로스피어
- 고등판무관 (영국 연방)
- 코먼웰스 게임

## 참고 문헌
- 이 문서에는 다음커뮤니케이션(현 카카오)에서 GFDL 또는 CC-SA 라이선스로 배포한 글로벌 세계대백과사전의 내용을 기초로 작성된 글이 포함되어 있습니다.